# Vasco Rossi - Il Supervissuto
Vasco Rossi - Il Supervissuto è una miniserie televisiva italiana di genere documentaristico e biografico scritta da Igor Artibani e Guglielmo Ariè insieme a Pepsy Romanoff, che ne cura anche la regia, e distribuito da Netflix a partire dal 27 settembre 2023.
Attraverso materiale d'archivio, interviste e testimonianze, la docu-serie in 5 episodi ripercorre la vita e la carriera di Vasco Rossi nei loro momenti più significativi: dall'infanzia nel paese di Zocca alla rapida ascesa alla notorietà presso il grande pubblico, l'esperienza del carcere, la famiglia, la malattia, il concerto di Modena Park nel 2017, fino al trasferimento a Los Angeles.

## Episodi
| N° | Titolo                     | Durata (minuti) |
| -- | -------------------------- | --------------- |
| 1  | Nascita del mito           | 50:00           |
| 2  | Sesso. Droga. Rock ‘n Roll | 45:00           |
| 3  | Progetto famiglia          | 54:00           |
| 4  | A un passo dalla morte     | 44:00           |
| 5  | Supervissuto               | 51:00           |

## Colonna sonora
Il 3 novembre 2023 esce l'omonima colonna sonora della miniserie, contenente 32 brani selezionati tra quelli citati nei vari episodi e quelli più significativi per la carriera del cantautore, incluso l'inedito Gli sbagli che fai utilizzato come sigla della miniserie.